# かみのけ座FK型変光星
かみのけ座FK型変光星（英語: FK Comae Berenices variable、FKCOM）は、回転変光星の分類の一つ。これらの恒星は、スペクトル分類がG型かK型の巨星で、視等級の変動は0.5等級未満である。高速で自転している恒星は、強いX線を放射している。

## 変動性
かみのけ座FK型変光星の光度変化は、0.5等級以下で、ほとんどの場合、0.1等級以上の光度変化は起こらない。数日程度の変光周期も、光度曲線の振幅や形状も、一定ではない。測光における変動に加えて、彩層のカルシウムイオンのH線・K線およびバルマー系列のスペクトル線も、同じサイクルで変動する。元々、かみのけ座FK型変光星はりょうけん座RS型変光星とは対照的に、単一の恒星によるものとして定義されていたが、てんびん座UZ星とかみのけ座FK星で周期的に変化する視線速度が発見され、これは連星系による軌道運動と解釈されたので、単独星であるという仮定は崩れた。かみのけ座FK型変光星の光度変化の要因として、以下の2つの仮説が提案されている。
- 自転している際の発光領域によって生じた周期的な光度変化。伴星から出た物質が巨星にぶつかる部分が発光する。
- 光度変化は、自転する巨星の表面上に不均一に分布している恒星黒点によるもの。

現在では一般的に、後者の仮説が支持されている。

## 恒星黒点の再現
測光観測によって、光度曲線を基に恒星黒点のサイズや分布を推定することが出来る。しかし、この方法は例えば黒点が円形であるなど、多くの仮定に依存しているため、多色測光を行っても再現性は不十分である。一方で、高解像度のドップラー・トモグラフィーは、恒星黒点の温度や形状を明確に決められる。また、自転速度が100km/s以上のため、回転によるスペクトル線の拡幅が大きいことから、恒星表面の個々の領域が吸収線の輪郭のどの部分に対応するかを特定することが可能である。自転に伴い、恒星表面の各領域は、吸収線の中を移動するので、複数の吸収線の分析を通じて、間接的に恒星表面を数度にまで分解する事ができる。

## 恒星黒点の特徴
かみのけ座FK型変光星の恒星黒点における磁束密度は、数百ガウスにも達する。光度や磁場強度の変化に伴って、水素輝線の強度も変化する。恒星黒点の温度は、黒点以外の表面温度よりもおよそ1,000Kは低くなっており、暗部（Umbra）と半暗部（Penumbra）を区別することはできない。かみのけ座FK型変光星では、自転の差動回転も検出できる可能性がある。というのは、太陽でみられるように、極に近付く程自転が遅くなれば、それが黒点の移動速度に効いてくるからである。また、「フリップフロップ現象」も観測される。この現象は、黒点出現位置とみられる領域が突如、経度でおよそ180度離れた領域に移動することからそう呼ばれ、太陽やりゅう座BY型変光星でも似たような経度に依存した活動領域が観測されている。更に、フリップフロップとは異なる黒点の位相のずれが発生することもあり、両者の違いは、位相の変化がおよそ180度であるかないかにある。ダイナモ理論によるこれらの現象の説明は、未解決の問題である。

## 形成
恒星が、かみのけ座FK型変光星として観測される期間は、とても短い。恒星活動が強いため、強烈なX線放射の原因となる恒星風をコロナから作り出している。恒星風は、宇宙空間に伸びる開いた磁力線に沿って移動し、恒星から遠ざかる。これによって、トルク（力矩）が損失され、恒星の自転速度は減速してしまう。しかし、かみのけ座FK型星は数百万年前に誕生したような若い恒星ではないため、かみのけ座FK星の自転速度は、伴星から巨星に構成物質が流入して、トルクが大きくなったため加速された、あるいは連星が恒星合体を起こして、高速で自転する単一星が形成されたとされている。かみのけ座FK型星は、自転速度が低下すると、年齢に比して質量が大きいため、青色はぐれ星となる。かみのけ座FK型変光星は、かつてはおおぐま座W型変光星や高輝度赤色新星であったと考えられている。
いくつかのかみのけ座FK型変光星のスペクトルにおいて、リチウム線が発見されたことは、かみのけ座FK型星が連星系の合体から形成されたとする仮説に反する。リチウム原子は、恒星内部で水素を燃焼させるのに必要な温度以下で崩壊してしまい、連星が合体した場合、恒星合体時に内部で強い混合が生じ、リチウムは残らないはずだからである。そのため、巨星へと進化する際に、表面の対流層が、高速で自転する核に到達し、そこから角運動量と新たに生成されたリチウムを汲み上げた、とする別のシナリオが提案されている。

## かみのけ座FK型変光星の例
プロトタイプはかみのけ座FK星で、他にかみのけ座LS星、アンドロメダ座AU星、かに座FI星、てんびん座UZ星、かじき座AB星、きりん座CM星、りゅう座ET星、テーブルさん座YY星、ケフェウス座V372星、いっかくじゅう座V642星、いっかくじゅう座V645星、はくちょう座V1794星（HD 199178）、こと座V564星が挙げられる 。